# Keith Rothfus

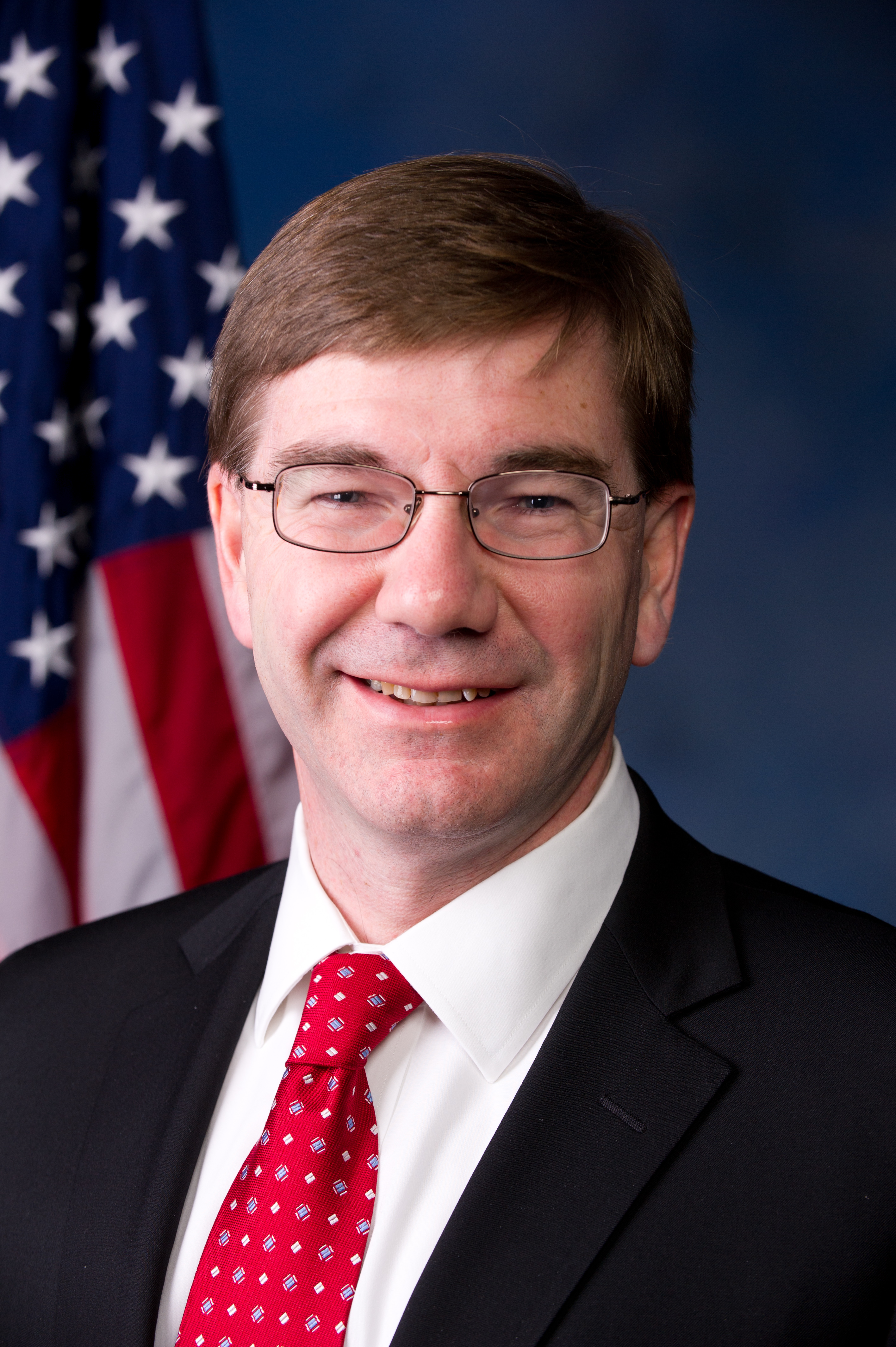
Keith Rothfus (2013)

Keith James Rothfus (* 25. April 1962 in Endicott, New York) ist ein amerikanischer Politiker der Republikanischen Partei. Seit 2013 vertritt er den Westen des Bundesstaats Pennsylvania im Repräsentantenhaus der Vereinigten Staaten.

## Familie, Ausbildung und Beruf
Keith Rothfus besuchte die West Seneca West Senior High School und danach das Buffalo State College, das auch unter dem Namen State University of New York-Buffalo State bekannt ist und das er 1984 mit dem Bachelor of Science in Informationssystemen abschloss. Anschließend studierte er Jura an der University of Notre Dame in Indiana und erwarb dort 1990 den Juris Doctor. Seit seiner 1990 erfolgten Zulassung arbeitet er als Rechtsanwalt, unterbrochen von weiteren Tätigkeiten. Von 1993 bis 1997 war er im Wissenschaftsmanagement der Law School der evangelikalen Regent University in Virginia und von 1999 bis 2000 Rechtsberater der Softwarefirma Grant Street Group in Pittsburgh. Zwischen 2006 und 2007 arbeitete er für das Heimatschutzministerium und war dort Direktor des Center for Faith-Based and Community Initiatives. Rothfus gehörte in Edgeworth im Allegheny County einer Gebietseinteilungskommission (zoning commission) an.
Mit seiner Frau Elsie lebt der Katholik Rothfus in Sewickley. Sie haben sechs Kinder.

## Politische Laufbahn
Bei der Wahl 2010 unterlag er als Kandidat der Republikaner für das US-Repräsentantenhaus noch knapp Jason Altmire, dem demokratischen Mandatsinhaber des 4. Kongresswahlbezirks Pennsylvanias, geographisch der Vorläuferbezirk seines derzeitigen. Bei der folgenden Wahl 2012 wurde Rothfus dann im 12. Kongresswahlbezirk Pennsylvanias in das Repräsentantenhaus in Washington, D.C. gewählt, wo er am 3. Januar 2013 die Nachfolge des Demokraten Mark Critz antrat, den er mit 52 zu 48 Prozent der Wählerstimmen geschlagen hatte. Der Wahlbezirk, der Teile des Umlands von Pittsburgh im Westen Pennsylvanias umfasst, war in Folge eines Neuzuschnitts nach dem United States Census 2010 deutlich stärker republikanisch strukturiert worden (Cook Partisan Voting Index: R+11). Rothfus wurde 2014 und 2016 mit jeweils über 59 Prozent der Stimmen wiedergewählt; sein Mandat läuft bis zum 3. Januar 2019. Rothfus war Mitglied im Ausschuss für Innere Sicherheit und im Justizausschuss sowie in insgesamt fünf Unterausschüssen. Später wurde er Mitglied im Finanzausschuss und zwei von dessen Unterausschüssen.
Nachdem der Oberste Gerichtshof Pennsylvanias im Februar 2018 entschieden hatte, dass die bisherigen Wahlkreisgrenzen politisch unfair gezogen waren (Gerrymandering), wurden alle Kongresswahlbezirke des Bundesstaats bereits für die Wahl 2018 neu zugeschnitten. Rothfus’ bisheriger 12. wurde weitgehend zum 17. Kongresswahlbezirk. Statt wie bisher die ländlichen Gebiete auch östlich Pittsburghs bis Johnstown einzuschließen, ist der neue 17. Bezirk auf Land und Vorstädte westlich Pittsburghs konzentriert und in seiner Wählerstruktur ausgeglichener (Cook Partisan Voting Index: R+3). Daher gilt Rothfus als gefährdet bei der Wahl, bei der er gegen den Demokraten Conor Lamb antritt. Lamb hatte im März 2018 überraschend die Nachwahl im bisherigen 18. Kongresswahlbezirk Pennsylvanias südlich Pittsburghs gewonnen, den Donald Trump 2016 mit 20 Prozent Vorsprung gewonnen hatte. Der zentristische Lamb spricht auch Republikaner an und führt gegen Rothfus laut Umfragen und Beobachtern mit zweistelligem Abstand. Das Rennen gilt politischen Beobachtern als offen; manche sahen ab Juli 2018 einen Vorsprung für den Demokraten. Mitte September 2018 war Rothfus der erste republikanische Mandatsinhaber im Kongress, bei dem die Wahlkampforganisation der Republikaner im Repräsentantenhaus die gebuchten Wahlwerbespots stornierte.

## Positionen
Rothfus gilt als verlässlich Konservativer auf Parteilinie und als Unterstützer der Tea-Party-Bewegung. Er setzt sich für ein weitgehend unbeschränktes Recht auf Waffenbesitz ein und ist klarer Unterstützer der 2017 beschlossenen Steuerreform der Republikaner, die vor allem höhere Einkommen entlastet. Rothfus setzt vor allem auf Wirtschaftswachstum zur Schaffung von Arbeitsplätzen.